# Friedrich Weinmann
Friedrich Weinmann (* 15. Dezember 1885 in Berlin; † 16. Juli 1929 ebenda) war ein deutscher Fotograf und Kameramann des Stummfilms.

## Leben
Weinmann besuchte die Hochschule für grafische Künste in Dresden. Im Berliner Norden gründete er als freiberuflicher Fotograf eine Photo-Verlagsanstalt. Anfang der 1900er Jahre wohnte er im damaligen Postbezirk Berlin N 58, zunächst in der Korsörerstraße 19 und zog danach in die Schönfließer Straße 27. Dort firmierte er auf der Rückseite seiner Ansichtskarten mit „Photographische Kunstanstalt Friedrich Weinmann“.
Er vertrieb die Fotografien in Form von Ansichtskarten und kennzeichnete sie mit dem Vermerk „Postkarte“  – anfangs mit dem Zusatz ORIGINAL BROMSILBER – sowie seiner Anschrift und dem Hinweis „Platte bleibt für Nachbestellungen aufbewahrt“. Seine Bildmotive bildeten vor allem Fassaden von Gebäuden zur Straßenfront mit dort anwesenden Menschen. Teils waren die Personen Passanten und teils Inhaber von Läden bei den Geschäfts- bzw. Wohnhäusern. Einige Mieter/Mieterinnen sahen aus den Fenstern ihrer Wohnungen heraus. Im Jahre 1909 ließ er sich in der Schönhauser Allee nieder und gab als Berufe Fotograf und Kaufmann an. Seine bisherige Rufnummer – vermerkt auf den Ansichtskarten und im Berliner Adressbuch – wurden unverändert beibehalten. Später zog Weinmann vom Prenzlauer Berg nach Berlin-Charlottenburg, Ortsteil Westend.
1908 wandte er sich auch dem Film zu. Max Reinhardt engagierte ihn 1913 als Kameramann für seine beiden Filmprojekte Eine venezianische Nacht und Die Insel der Seligen. Bis 1914 arbeitete er dann für mehrere Filmkomödien des Regisseurs Carl Wilhelm.
Während des Ersten Weltkrieges war Weinmann Mitarbeiter beim Bild- und Filmamt. Als Fotograf und Kameramann machte er Luftaufnahmen. Nach dem Krieg setzte er seine Arbeit in der Spielfilmproduktion fort. Er fand zur Konzentriertheit des Kammerspielfilms und fotografierte unter anderem Lupu Picks Scherben (1921). Die Kameraarbeit für Carl Theodor Dreyers Die Gezeichneten (1922) zeugt von der Reife seines Könnens. Seinem Hang zum halbdokumentarischen Stil konnte Weinmann dann 1924/25 als einer der Kameramänner der inszenierten Dokumentarfilme Wunder der Schöpfung und Wege zu Kraft und Schönheit Ausdruck verleihen. 
Seine Arbeit in der zweiten Hälfte der 1920er Jahre ist von Unterhaltungsfilmen geprägt. Er stand aber auch bei zwei Verfilmungen nach Gerhart Hauptmann hinter der Kamera: gemeinsam mit dem Kameramann Frederik Fuglsang bei Die Weber (1927) von Friedrich Zelnik und bei einer Verfilmung von Der Biberpelz (1928). Weinmanns letzte vollendete Filmarbeit ist Lupu Picks Napoleon auf St. Helena (1929).
Im Frühsommer 1929 wurde er während Dreharbeiten von einem Pferd so unglücklich getreten (und seine Lunge verletzt), dass er sofort ins Krankenhaus eingeliefert werden musste. Seine Arbeit zu Johannes Meyers Film Hochverrat wurde von dem Kollegen Carl Hoffmann übernommen.
Weinmanns Sohn Siegfried Weinmann arbeitete vor allem in den 30er Jahren ebenfalls als Kameramann.

## Filmografie
- 1913: Die Insel der Seligen
- 1913: Eine venezianische Nacht
- 1913: Tangofieber
- 1913: Die Firma heiratet
- 1914: Fräulein Leutnant
- 1914: Der Stolz der Firma
- 1915: Die Direktion verlobt sich
- 1915: Carl und Carla
- 1916: Streichhölzer, kauft Streichhölzer!
- 1918: Der Fakir
- 1919: Die Pantherbraut
- 1919: Die Sünderin
- 1919: Die Tochter des Mehemed
- 1919: Aberglaube
- 1919: Malaria
- 1919: Das Teehaus zu den zehn Lotosblumen
- 1919: Madeleine
- 1920: Die Herrin der Welt, 7. Teil: Die Wohltäterin der Menschheit
- 1920: Die Herrin der Welt, 8. Teil: Die Rache der Maud Fergusson
- 1920: Kaliber fünf Komma zwei
- 1920: Tamburin und Castagnetten
- 1920: Der verbotene Weg
- 1920: Er bleibt in der Familie
- 1920: Das Glücksschwein
- 1921: Der Dummkopf
- 1921: Scherben
- 1922: Die Gezeichneten
- 1922: Der Todesreigen
- 1922: Die Flucht in die Ehe. Der große Flirt
- 1923: Tiefland
- 1923: Der zweite Schuß
- 1923: „Said“. Ein Volk in Ketten
- 1924: Der Weg zu Gott
- 1925: Im Strudel des Verkehrs. Ein Film für Jedermann
- 1925: Wege zu Kraft und Schönheit
- 1926: Wir armen kleinen Mädchen
- 1926: Herbstmanöver
- 1926: Der Meineidbauer
- 1926: Die lachende Grille
- 1927: Der Zigeunerbaron
- 1927: Die Weber
- 1927: Ramper, der Tiermensch
- 1928: Der Biberpelz
- 1928: Manege
- 1928: Liebeskarneval
- 1928: Ehre deine Mutter
- 1928: Der geheime Kurier
- 1929: Die Siebzehnjährigen
- 1929: Hochverrat
- 1929: Napoleon auf St. Helena